# Provincia de Sidi Bennour
La provincia de Sidi Bennour (en árabe: إقليم سيدي بنور , iqlīm Sīdī Binnūr; en amazig: ⵜⴰⵙⴳⴰ ⵏ ⵙⵉⴷⵉ ⴰⴱⵉ ⵉⵏⵏⵓⵔ) es una provincia de Marruecos, hasta 2015 parte de la región de Doukkala-Abda y actualmente de la de Casablanca-Settat. Tiene una superficie de 3.007 km² y 452.448 habitantes. La capital es Sidi Bennour.

## División administrativa
La provincia de Sidi Bennour consta de 2 municipios y 23 comunes:
| Nombre              | Código geográfico | Tipo         | Población (2004) |
| ------------------- | ----------------- | ------------ | ---------------- |
| Sidi Bennour        | 181.01.07.        | Municipio    | 39593            |
| Zemamra             | 181.01.09.        | Municipio    | 11896            |
| Bni Hilal           | 181.07.01.        | Comuna rural | 17288            |
| Bni Tsiriss         | 181.07.03.        | Comuna rural | 14955            |
| Bouhmame            | 181.07.05.        | Comuna rural | 30540            |
| Jabria              | 181.07.07.        | Comuna rural | 17654            |
| Khmis Ksiba         | 181.07.09.        | Común rural  | 6637             |
| Koudiat Bni Dghough | 181.07.11.        | Comuna rural | 15506            |
| Kridid              | 181.07.13.        | Comuna rural | 12751            |
| Laagagcha           | 181.07.15.        | Comuna rural | 14313            |
| Laamria             | 181.07.17.        | Comuna rural | 13314            |
| Laaounate           | 181.07.19.        | Comuna rural | 18258            |
| Laatatra            | 181.07.21.        | Comuna rural | 15046            |
| Laghnadra           | 181.11.01.        | Comuna rural | 32091            |
| Lgharbia            | 181.11.03.        | Comuna rural | 23074            |
| Lmechrek            | 181.07.23.        | Comuna rural | 14853            |
| Loualidia           | 181.11.05.        | Comuna rural | 15433            |
| Metrane             | 181.07.25.        | Comuna rural | 11627            |
| Me Tal              | 181.07.27.        | Comuna rural | 11879            |
| Oulad Amrane        | 181.07.29.        | Comuna rural | 11866            |
| Oulad Boussaken     | 181.07.31.        | Comuna rural | 7641             |
| Oulad Sbaita        | 181.11.07.        | Comuna rural | 24967            |
| Oulad Si Bouhya     | 181.07.33.        | Comuna rural | 18902            |
| Saniat Berguig      | 181.11.09.        | Comuna rural | 30286            |
| Tamda               | 181.07.35.        | Comuna rural | 9701             |